# Арнульф I (граф Фландрии)
Арну́льф I (также Арнульф Великий или Арнуль I; фр. Arnoul le Grand; около 885/889 — 27 марта 965, похоронен в Сен-Пьере, Гент) — граф Фландрии в 918—958 и 962—965 годах из Первого Фландрского дома.

## Биография

### Правление
Арнульф I, старший сын графа Фландрии Бодуэна II и дочери Альфреда Великого Эльфтриты Уэссекской, наследовал отцу в 918 году. Он продолжил политику Бодуэна II, направленную на укрепление и расширение Фландрского графства. В начале своего правления граф Фландрии поддерживал короля Западно-Франкского государства Карла III Простоватого и в 923 году участвовал на его стороне в битве при Суассоне. Затем он принял сторону герцога Бургундии Рауля против герцога Нормандии Роллона. Стремясь расширить своё владения, в 931 году граф Арнульф приобрёл находившийся в Турне замок Мортань, а в 932—933 годах окончательно овладел Аррасом. После того как в 933 году скончался его брат граф Булони Адалульф, он присоединил к своим владениям богатое Сен-Бертенское аббатство. После 941 года к графству Фландрия был присоединён город Дуэ.
Однако на пути дальнейших завоеваний графа Арнульфа I встали правители герцогство Нормандия, владения которых преграждали ему на реке Канш дорогу на юг. Он пытался всеми бывшими в его распоряжении средствами уничтожить этих соперников. Для этого Арнульф заключал союзы против герцога Нормандии Вильгельма I с королями Людовиком IV Заморским и Лотарем, а 17 декабря 942 года граф приказал убить Вильгельма во время встречи в Пикиньи. В разразившейся после этого убийства ожесточённой войне между Фландрией и Нормандией обе стороны оказались одинаково сильными и им не удалось одолеть друг друга.
Одним из последних крупных приобретений Арнульфа I стал полученный им в 948 году город Монтрёй-сюр-Мер. В середине X века граф Фландрии был одним из самых могущественных и богатых феодалов своего времени. Он присвоил себе титул маркграфа, которым пользовались его преемники вплоть до начала XII века.
В 958 году Арнульф отказался от власти в пользу своего сына Бодуэна III Молодого, но тот в 962 году неожиданно умер. После этого Арнульф опять вернулся к власти, но в 965 году был убит сторонниками Вильгельма I Нормандского. Ему наследовал малолетний сын Бодуэна III Молодого Арнульф II.

### Семья
Жена: с 934 года— Адель де Вермандуа (около 915—960), дочь графа Герберта II де Вермандуа и Адели Парижской. Дети:
- Хильдегарда (934—990) — муж: с приблизительно 943 года — граф Западной Фризии (Голландии) Дирк II (930—988)
- Экберт (937—957)
- Лиегарда (938—964) — муж: с 950 года — граф Хамаланда и Ганда Вихман II (умер в 973/983)
- Бодуэн III Юный (около 940—962) — граф Фландрии с 958 года
- Эльфруда — муж: с 964 года — граф де Гин Зигфрид Датчанин (умер в 965).